# Халл, Кристиан
Кри́стиан Халл (венг. Krisztián Hall; род. 7 мая 1985) — венгерский кёрлингист и тренер по кёрлингу.

## Достижения
- Чемпионат Венгрии по кёрлингу среди мужчин: золото (2011, 2012, 2013, 2014, 2021)[2].
- Чемпионат Венгрии по кёрлингу среди смешанных команд: бронза (2016).
- Чемпионат Венгрии по кёрлингу среди юниоров: золото (2005).

## Команды
| Сезон                                          | Четвёртый     | Третий             | Второй           | Первый         | Запасной                                                | Турниры             |
| ---------------------------------------------- | ------------- | ------------------ | ---------------- | -------------- | ------------------------------------------------------- | ------------------- |
| 2005                                           | Кристиан Халл | Zsombor Rókusfalvy | Artúr Müller     | Dávid Tollner  |                                                         | ЧВЮ 2005            |
| 2006                                           | Кристиан Халл | Zsombor Rokusfalvy | Dávid Huszlicska | Жольт Киш      |                                                         | ПЕКЮ 2006 (7 место) |
| 2010—11                                        | Gabor Riesz   | Лайош Беллели      | Кристиан Халл    | Gabor Molnar   | András Rokusfalvy тренеры: Райнер Шёпп Sebastian Jacoby | ЧЕ 2010 (23 место)  |
| 2010—11                                        | Дьёрдь Надь   | Габор Эжёль        | Кристиан Халл    | Zoltán Jakab   | Жольт Киш Pál Gazdagh                                   | ЧВМ 2011            |
| 2011—12                                        | Кристиан Халл | Дьёрдь Надь        | Габор Эжёль      | Лайош Беллели  | Жольт Киш                                               | ЧЕ 2011 (12 место)  |
| 2011—12                                        | Дьёрдь Надь   | Габор Эжёль        | Кристиан Халл    | Лайош Беллели  | Жольт Киш Pál Gazdagh                                   | ЧВМ 2012            |
| 2012—13                                        | Кристиан Халл | Дьёрдь Надь        | Габор Эжёль      | Лайош Беллели  | Жольт Киш                                               | ЧЕ 2012 (10 место)  |
| 2012—13                                        | Кристиан Халл | Габор Эжёль        | Лайош Беллели    | Balázs Varga   | Zoltán Pünkösti                                         | ЧВМ 2013            |
| 2013—14                                        | Габор Эжёль   | Лайош Беллели      | Кристиан Халл    | Balazs Varga   | Tamás Vaspöri                                           | ЧЕ 2013 (13 место)  |
| 2013—14                                        | Кристиан Халл | Габор Эжёль        | Лайош Беллели    | Balázs Varga   | József Nyitrai Tamás Vaspöri                            | ЧВМ 2014            |
| 2014—15                                        | Кристиан Халл | Габор Эжёль        | Лайош Беллели    | Jozsef Nyitrai | Balazs Foti тренер: Tamás Vaspöri                       | ЧЕ 2014 (14 место)  |
| 2015—16                                        | Gabor Fóti    | Габор Эжёль        | Balázs Fóti      | Кристиан Халл  | Tamás Szabad Gabor Riesz                                | ЧВМ 2016 (4 место)  |
| Кёрлинг среди смешанных команд (mixed curling) |               |                    |                  |                |                                                         |                     |
| 2016                                           | Дьёрдь Надь   | Ильдико Секереш    | Кристиан Халл    | Gyöngyi Nagy   | тренер: Darryl Horne                                    | ЧВСК 2016           |

(скипы выделены полужирным шрифтом)

## Результаты как тренера национальных сборных
| Год  | Турнир                                           | Сборная               | Место |
| ---- | ------------------------------------------------ | --------------------- | ----- |
| 2007 | Первенство Европы по кёрлингу среди юниоров 2007 | Венгрия (юниоры жен.) | 6     |